# ГЕС Сардашт
ГЕС Сардашт — гідроелектростанція на заході Ірану. Знаходячись перед ГЕС Дукан (Ірак), становить верхній ступінь каскаду на річці Малий Заб, лівій притоці Тигру (басейн Перської затоки).
У межах проекту річку перекрили кам’яно-накидною греблею із глиняним ядром висотою 116 метрів та довжиною 275 метрів, яка утримує водосховище з об'ємом 380 млн м3. На час будівництва воду відвели за допомогою двох тунелів загальною довжиною 1,25 км з діаметром 7 метрів.
Зі сховища через дериваційний тунель довжиною 4,4 км ресурс подається до машинного залу, відстань до якого по руслу річки при цьому становить біля 13 км.
Основне обладнання станції складається з трьох турбін типу Френсіс потужністю по 50 МВт, котрі вироблятимуть 421 млн кВт-год електроенергії на рік.
Комплекс також забезпечує зрошення 7,8 тисяч гектарів земель.